# Kanton Saint-Étienne-Nord-Est-1
Der Kanton Saint-Étienne-Nord-Est-1 war bis 2015 ein französischer Wahlkreis im Arrondissement Saint-Étienne, im Département Loire und in der ehemaligen Region Rhône-Alpes. Er umfasste einen Teil der Stadt Saint-Étienne. Vertreter im conseil général des Départements war zuletzt Régis Juanico.